# Football Club Istres Ouest Provence 2012-2013

## Rosa
| N. |                           | Ruolo | Calciatore           |
| -- | ------------------------- | ----- | -------------------- |
| 1  | Francia (bandiera)        | P     | Lucas Veronese       |
| 2  | Francia (bandiera)        | C     | Jordan Massengo      |
| 4  | Francia (bandiera)        | D     | Fabien Barrillon     |
| 6  | Guinea (bandiera)         | D     | Éric Chelle          |
| 7  | Algeria (bandiera)        | A     | Sid Ali Yahia-Chérif |
| 8  | Senegal (bandiera)        | C     | Ibrahima Ba          |
| 9  | Francia (bandiera)        | A     | Khalid Boutaïb       |
| 10 | Marocco (bandiera)        | C     | Driss Fettouhi       |
| 11 | Francia (bandiera)        | C     | Fouad Chafik         |
| 12 | Francia (bandiera)        | A     | Nicolas De Preville  |
| 14 | Francia (bandiera)        | C     | Anthony Belmonte     |
| 15 | Costa d'Avorio (bandiera) | A     | Nassa Niangbo        |
| 16 | Francia (bandiera)        | P     | Clément Daoudou      |
| 17 | Algeria (bandiera)        | A     | Nassim Akrour        |

| N. |                      | Ruolo | Calciatore         |
| -- | -------------------- | ----- | ------------------ |
| 18 | Francia (bandiera)   | C     | Maxime Tarasconi   |
| 19 | Tunisia (bandiera)   | C     | Khaled Melliti     |
| 20 | Mauritius (bandiera) | C     | Kévin Bru          |
| 21 | Francia (bandiera)   | D     | Alain Cantareil    |
| 22 | Francia (bandiera)   | C     | Florian Tardieu    |
| 23 | Marocco (bandiera)   | A     | Oualid El Hamdaoui |
| 24 | Francia (bandiera)   | D     | Damien Moulin      |
| 25 | Francia (bandiera)   | A     | Ludovic Genest     |
| 26 | Francia (bandiera)   | D     | Naguib Chakouri    |
| 27 | Algeria (bandiera)   | C     | Farid Boulaya      |
| 28 | Francia (bandiera)   | D     | Joris Sainati      |
| 29 | Francia (bandiera)   | C     | Tommy Untereiner   |
| 30 | Slovenia (bandiera)  | P     | Denis Petrić       |